# 강남구
강남구(江南區)는 대한민국 서울특별시의 남동부에 있는 구이다. 1975년 성동구에서 분리되었다. 동쪽으로는 탄천을 경계로 송파구, 서쪽으로는 서초구, 북쪽으로는 한강을 경계로 용산구·성동구·광진구, 남쪽으로는 경기도 성남시와 접한다. 한강 이남에 위치해서 강남이란 이름이 붙었다. 테헤란로 일대에 업무지구가 형성되었다. 서초구와 함께 강남 8학군에 속한다.

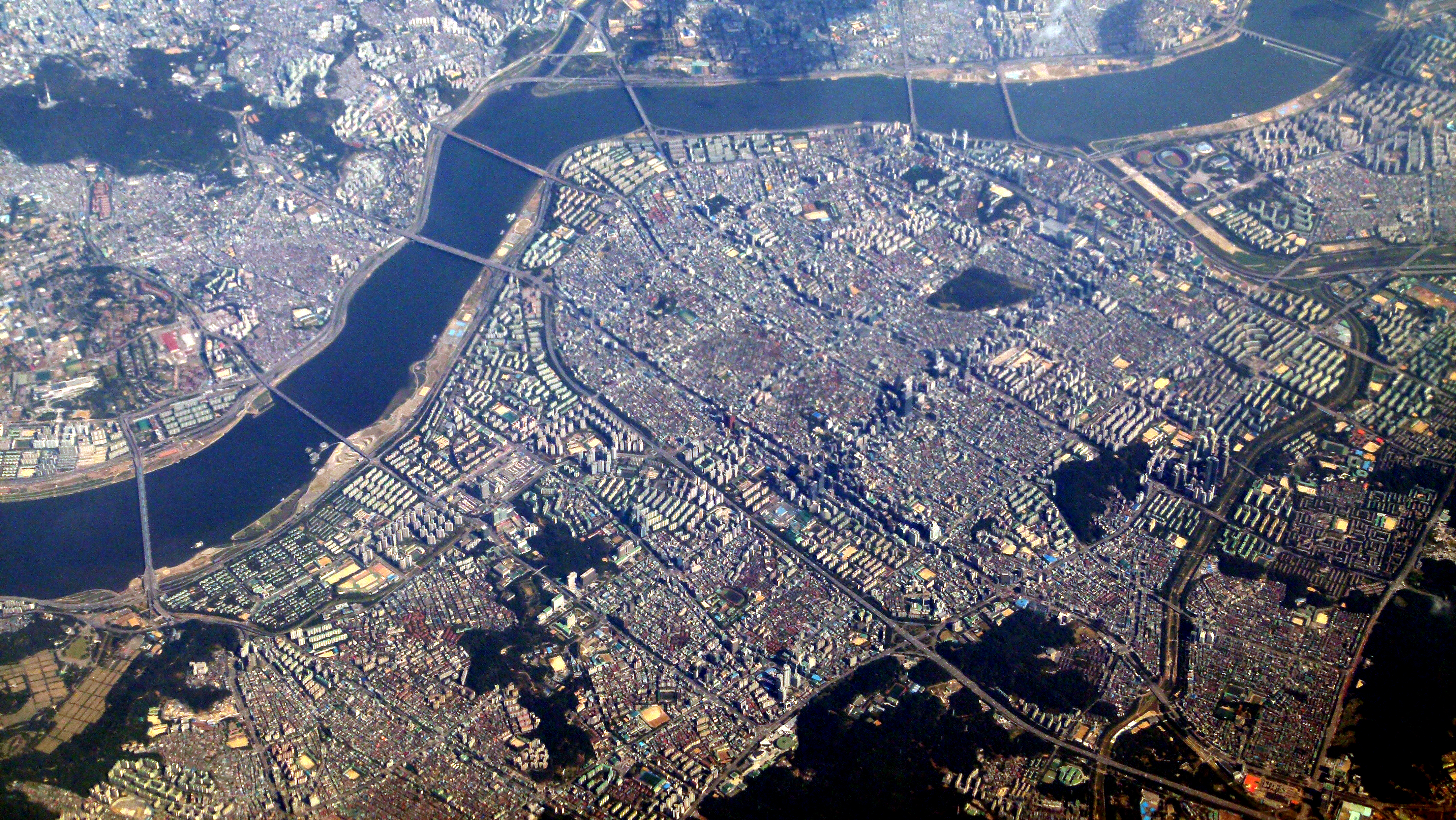
하늘에서 본 서울 강남

## 역사
- 1975년 10월 1일 성동구 명일동 등을 분리하여 강남구가 설치되었다.[4]
- 1979년 10월 1일 하일동, 상일동, 명일동, 고덕동, 암사동, 천호동, 성내동, 풍납동, 길동, 둔촌동, 거여동, 마천동, 방이동, 이동, 오금동, 송파동, 석촌동, 가락동, 문정동, 잠실동, 신천동, 일원과 삼성동, 삼전동, 수서동, 자곡동, 율현동 및 장지동 중 일부를 강남구에서 분리하여 강동구가 신설되었다.[5]
- 1980년 4월 1일 관악구 방배동 일원과 동작동 및 사당동 중 동작동 반포아파트 서남측에 있는 한강지류 중심선과 남태령시계로 연결되는 동작대로 중심선의 이동지역이 강남구에 편입되었다.[5]
- 1982년 학동(鶴洞)을 논현동에 편입하였다.
- 1988년 1월 1일 아래 도표와 같이 강남구의 일부를 관할로 하여 서초구가 신설되었다.[6]
- 1989년 1월 1일 서초구 도곡동이 다시 강남구의 관할로 바뀌었고 포이동의 논현로 서쪽 지역이 서초구 양재동으로 편입되었다.[7]
- 1992년 4월 22일 신사동의 강남대로 서쪽 지역이 서초구 잠원동에 편입되었다.[8]
- 1994년 9월 1일 분당선이 개통되었다.
- 2008년 1월 1일 포이동이 개포동에 편입되었다.[9]
- 2009년 3월 1일 개포3동, 대치3동이 개포2동, 대치2동, 압구정1동과 압구정2동, 청담1동, 청담2동이 압구정동, 청담동으로 통합되었다.
- 2011년 10월 28일 신분당선이 개통되었다.
- 2022년 12월 23일 일원2동이 개포3동으로 변경되었다.

## 행정 구역
강남구의 행정 구역은 14개의 법정동을 22개의 행정동으로 관리하고 있다. 강남구의 면적은 서울특별시 전체의 6.53%에 해당하는 39.5km2이며, 강남구의 인구는 2018년 6월을 기준으로 229,160세대, 551,888명이다.

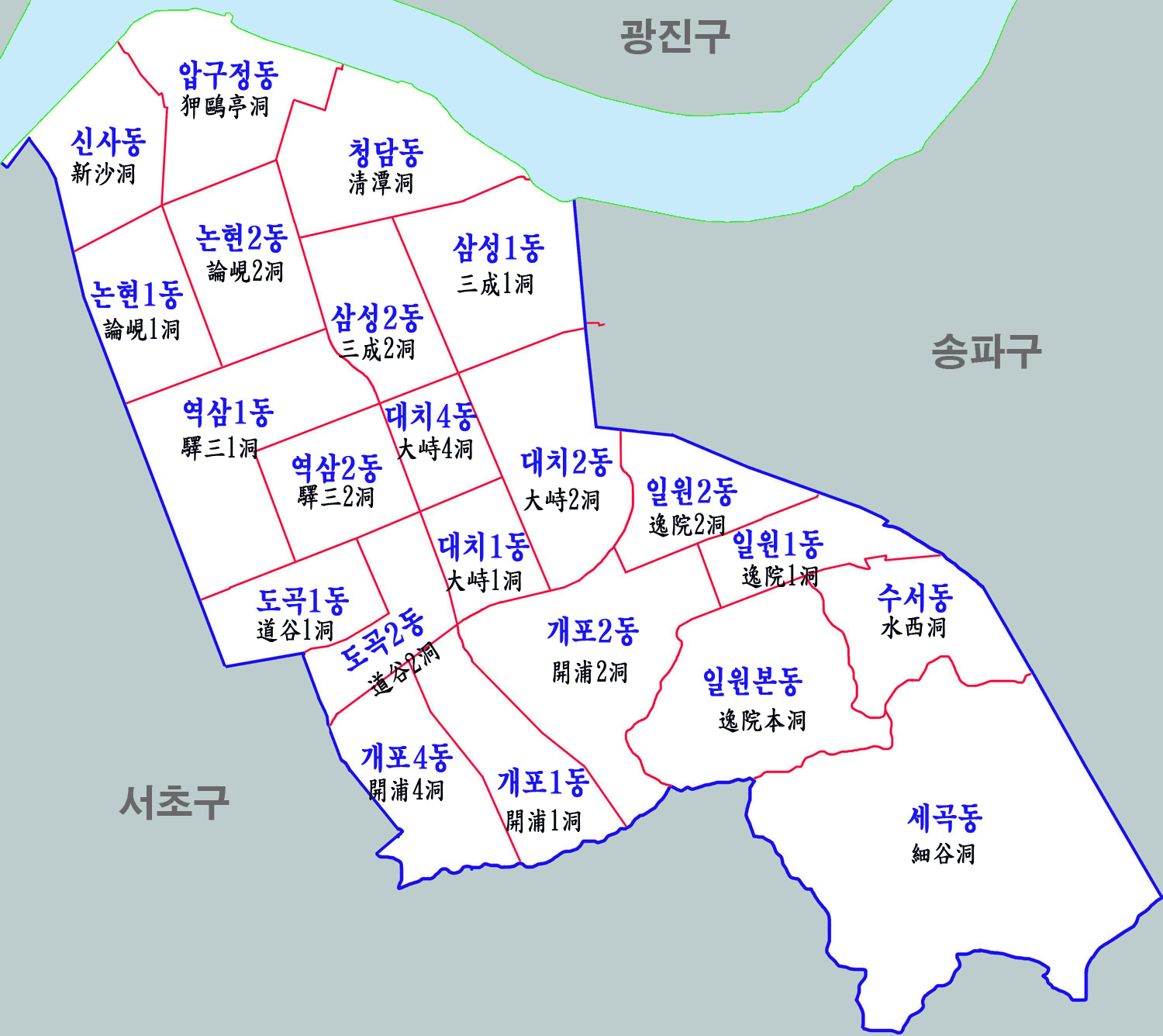
강남구 법정동

| 행정동   | 한자     | 면적 (km2) | 세대    | 인구 (명) |
| -------- | -------- | ---------- | ------- | --------- |
| 신사동   | 新沙洞   | 1.9        | 7,538   | 17,873    |
| 논현1동  | 論峴1洞  | 1.25       | 14,100  | 24,077    |
| 논현2동  | 論峴2洞  | 1.47       | 11,227  | 22,439    |
| 압구정동 | 狎鷗亭洞 | 2.53       | 10,708  | 28,122    |
| 청담동   | 淸潭洞   | 2.33       | 12,157  | 30,056    |
| 삼성1동  | 三成1洞  | 1.94       | 5,840   | 15,186    |
| 삼성2동  | 三成2洞  | 1.25       | 13,021  | 30,000    |
| 대치1동  | 大峙1洞  | 0.79       | 7,413   | 25,399    |
| 대치2동  | 大峙2洞  | 2.01       | 13,566  | 41,088    |
| 대치4동  | 大峙4洞  | 0.73       | 10,111  | 21,128    |
| 역삼1동  | 驛三1洞  | 2.35       | 22,690  | 36,377    |
| 역삼2동  | 驛三2洞  | 1.15       | 14,868  | 36,647    |
| 도곡1동  | 道谷1洞  | 1.02       | 8,536   | 22,887    |
| 도곡2동  | 道谷2洞  | 1.02       | 11,961  | 34,709    |
| 개포1동  | 開浦1洞  | 1.27       | 5,222   | 13,149    |
| 개포2동  | 開浦2洞  | 2.52       | 4,948   | 13,988    |
| 개포3동  | 開浦3洞  | 1.24       | 6,484   | 16,014    |
| 개포4동  | 開浦4洞  | 1.49       | 7,829   | 18,854    |
| 세곡동   | 細谷洞   | 6.36       | 17,199  | 45,141    |
| 일원본동 | 逸院本洞 | 2.58       | 8,309   | 24,896    |
| 일원1동  | 逸院1洞  | 0.92       | 7,581   | 17,214    |
| 수서동   | 水西洞   | 1.43       | 7,852   | 16,644    |
| 강남구   | 江南區   | 39.55      | 229,160 | 551,888   |

| 선거구    | 現 행정구역                                                           |
| --------- | --------------------------------------------------------------------- |
| 강남구 갑 | 신사동, 압구정동, 청담동, 논현1동, 논현2동, 역삼1동, 역삼2동          |
| 강남구 을 | 개포1동, 개포2동, 개포3동, 개포4동, 일원본동, 일원1동, 수서동, 세곡동 |
| 강남구 병 | 삼성1동, 삼성2동. 대치1동, 대치2동, 대치4동, 도곡1동, 도곡2동         |

## 인구
서울특별시 강남구의 연도별 인구(내국인) 추이
| 연도   | 총인구    |  |
| ------ | --------- |  |
| 1975년 | 326,174명 |  |
| 1980년 | 474,121명 |  |
| 1985년 | 770,097명 |  |
| 1990년 | 490,767명 |  |
| 1995년 | 534,188명 |  |
| 2000년 | 521,436명 |  |
| 2005년 | 508,108명 |  |
| 2010년 | 522,198명 |  |
| 2015년 | 541,688명 |  |

## 관광

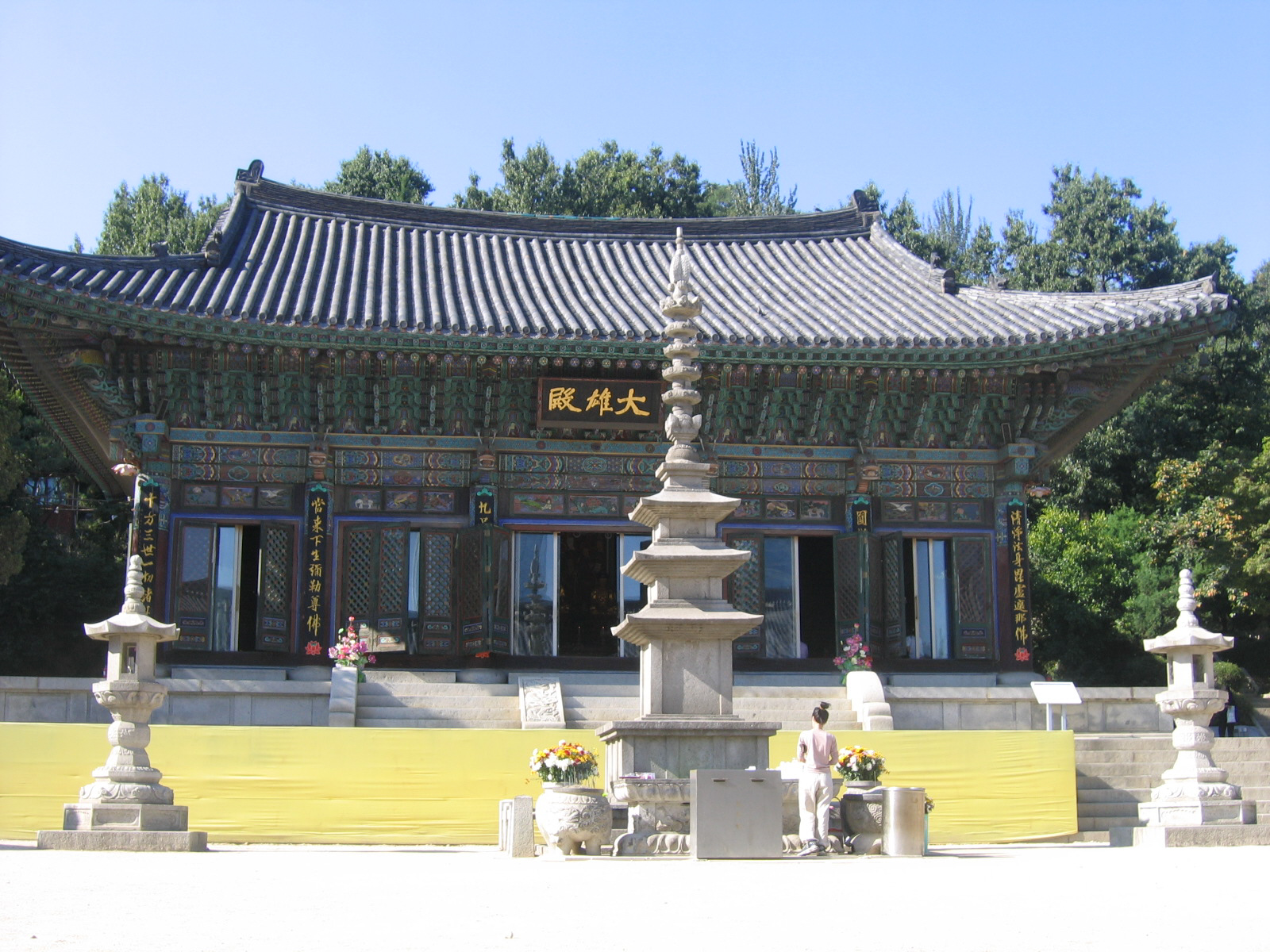
봉은사

### 주요건물(빌딩)

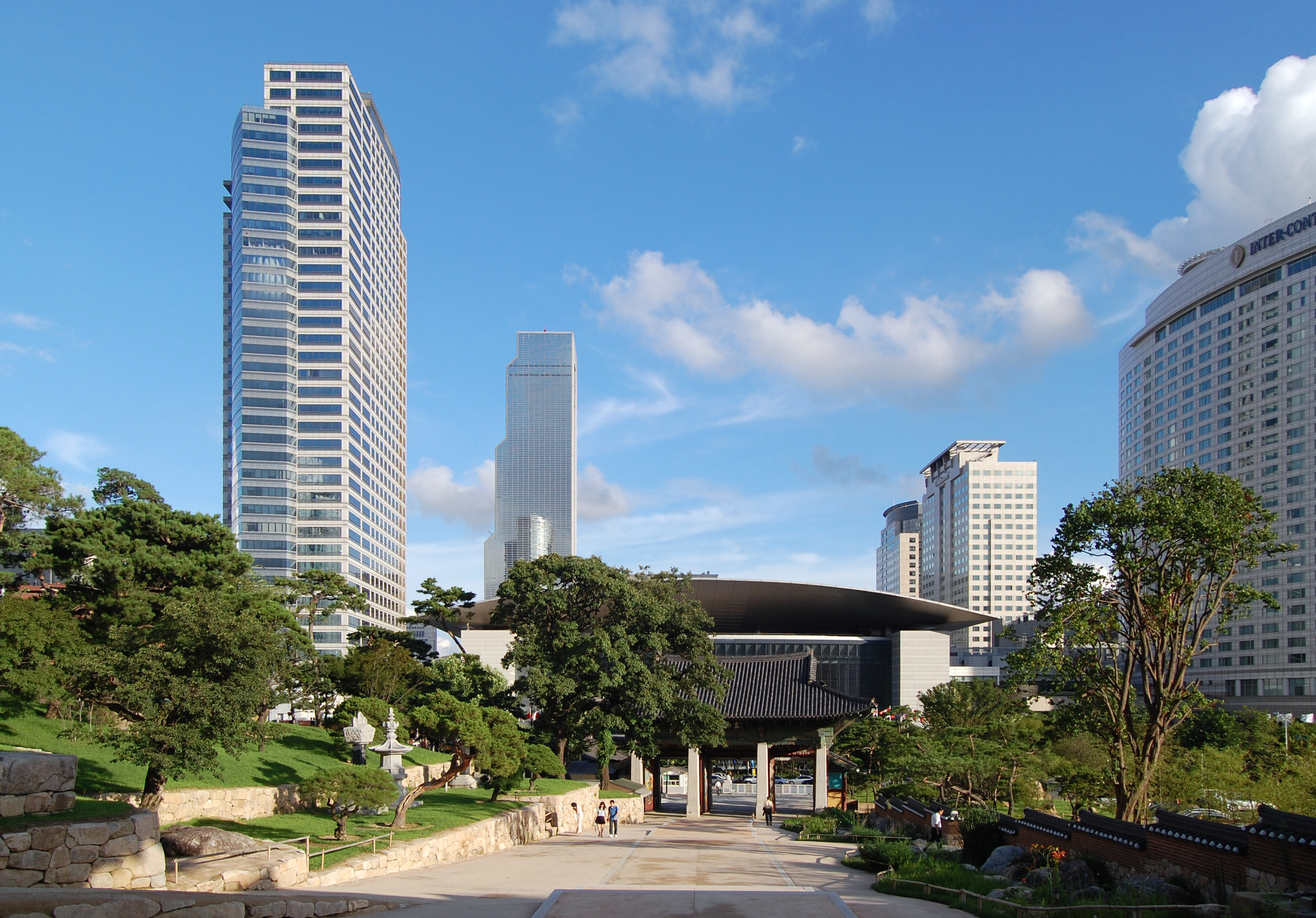
봉은사에서 바라본 코엑스

- 대규모 주거단지: 압구정현대아파트, 한양아파트, 은마아파트, 개포주공아파트, 타워팰리스 등
- 사무시설: 무역회관, 메리츠타워, 상제리제센터, 포스코센터빌딩, 하이마트사옥 등
- 쇼핑시설: 갤러리아백화점, 그랑프리엔, 롯데백화점, 은마상가, 역삼이마트, 현대백화점, 코엑스몰 등
- 의료기관: 삼성서울병원, 영동세브란스병원, 안세병원, 하나이비인후과병원 등
- 체육·문화시설: 교육방송사옥, 윤당아트홀, 예림당아트홀, 인디플러스, 호림아트센터 등

### 지역 명소
- 강남역 - 강남구에서 도시철도 승차 승객이 가장 많은 역이며, 강남대로를 따라서 번화가가 형성되었다.
- 국기원 - 태권도 시범을 매주 月, 土 상오 11:30부터 12:00까지 무료로 공연하고 있다.
- 도산공원(島山公園) - 도산 안창호를 기념하기 위해 세워진 29.947m2 규모의 근린공원. 웨딩 촬영 장소로 유명하다.
- 봉은사(奉恩寺) - 삼성동에 소재한 천년 사찰.
- 선정릉(宣靖陵) - 2호선 선릉역의 이름이 기원이 된 곳. 세계문화유산인 조선왕릉 中 하나이며 오랜 세월 동안 주변 시민들의 휴식 공간으로 있어주었다.
- 구룡산(九龍山) - 용 10마리가 하늘로 승천하는 것을 보고 임신한 여인이 놀라 소리를 지르는 바람에 1마리가 떨어져 죽고 9마리만 하늘로 올라가 구룡산이라 불리게 되었고, 하늘에 오르지 못한 1마리는 좋은 재목, 좋은 재산인 물이 되어 양재천(良才川)이 되었다.
- 양재천(良才川) - 과천에서 발원한 하천으로 생태 하천으로서의 환경성과 자전거도로, 산책로 등 시민 도심 공원으로 잘 어우러져 있다. 한편 영동3교 밑에서 매주 금요일 저녁에는 색소폰연주회가 민간동호회 주최로 개최되고 있다.
- 한국종합전시관(COEX) - 2호선 삼성역 근처에 위치한다. 전시장, 컨벤션센터, 아셈타워, 무역센터 등 대규모 국제적 전시, 회의 시설과 그랜드 인터콘티넨탈호텔, 오크우드 호텔 등의 국제 규모의 호텔, 현대백화점과 코엑스몰 등의 대규모 쇼핑 시설, 한국도심공항, 복합상영관, 대형 서점 등이 조성되었다.

#### 거리명소
- 가로수길 - 도산대로와 압구정동을 잇는 은행나무 가로수와 작은 2층집이 늘어선 700여m의 길로 길가에 음식점, 카페와 독창적인 의류매장들이 위치한다.
- 논현동 가구거리 - 7호선 학동역과 논현역 사이에 조성된 가구거리.
- 메타세쿼이아 거리(양재천로) - 800여 그루의 메타세쿼이아가 심어진 거리로, 거리 옆에는 양재천이 있다. 서울시가 선정한 '단풍과 낙엽의 거리' 中 하나이다.
- 압구정동 - 조선의 문신 한명회의 호를 딴 이름의 동(洞)으로 먹거리, 패션, 쇼핑시설이 위치한 압구정 로데오 거리가 있으며 한강시민공원의 유람선, 역주변에는 다수의 성형외과가 성업중이다.
- 테헤란로 - 삼성역에서 강남역까지의 거리이며 1977년 이란의 수도 테헤란시의 자매결연을 기념하기 위해 테헤란로라는 이름이 붙었다. 1990년대 이후 주요기업 본사 및 벤처기업용 오피스텔 등 고층 빌딩이 많이 세워졌다.
- 청담동 패션거리 - 고급 의류 및 여성용품 매장이 위치해있다. 이 거리에는 연예기획사 SM 엔터테인먼트의 사옥이 있다.

### 문화재
- 서울 선릉과 정릉 - 사적 제199호, 유네스코 세계문화유산
- 전주이씨광평대군파묘역 - 서울특별시 유형문화재 제48호
- 봉은사선불당 - 서울특별시 유형문화재 제64호
- 완남부원군 이후원 묘역 - 서울특별시 기념물 제29호
- 일원동 불국사 석불좌상 - 서울특별시 문화재자료 제36호
- 불교제중원오층석탑및표석,석등 - 서울특별시 문화재자료 제42호
- 도산 안창호 묘소 - 등록문화재 제517호

### 극장과 공연장
- 강남CGV, 압구정CGV
- 메가박스 코엑스, 메가박스 강남
- LG아트센터
- 시티 극장
- 동영아트홀
- 뤼미에르 극장
- 브로드웨이시네마
- 스폰지하우스
- 씨너스 G 극장
- 씨네시티
- 씨어터 2.0
- 코엑스 아티움

## 교육 기관

### 고등학교
| - 개포고등학교 - 경기고등학교 - 경기여자고등학교 - 국악고등학교 - 단국공업고등학교 - 단국대학교사범대학부속고등학교 | - 대진디자인고등학교 - 서울로봇고등학교 - 서울세종고등학교 - 수도전기공업고등학교 - 숙명여자고등학교 | - 압구정고등학교 - 영동고등학교 - 은광여자고등학교 - 중동고등학교 - 중산고등학교 | - 중앙대학교사범대학부속고등학교 - 진선여자고등학교 - 청담고등학교 - 현대고등학교 - 휘문고등학교 |

### 특수학교 · 외국인학교
| - 부설방송통신고등학교 - 밀알학교 - 서울아카데미국제학교 - 서울정애학교 - 한국외국인학교 |

### 도서관
| - 개포도서관 - 강남도서관 - 정다운도서관 - 행복한도서관 - 국립어린이청소년도서관 - 청담도서관 - 대치도서관 - 논현문화정보마당 - 논현도서관 - 하상점자도서관 - 즐거운도서관 - 역삼도서관 |

- 강남구는 강동구, 용산구, 종로구와 함께 서울시 교육청 도서관을 두 곳을 보유하고 있는 자치구이다.

### 대학교
- 동덕여자대학교 디자인대학
- CHA 의과학대학교 강남캠퍼스

### 학점은행제
- 서울종합예술전문학교

### 대학원대학교
- 서울벤처정보대학원대학교
- 한림국제대학원대학교

## 교통
1968년부터 토지 구획 정리 사업에 의해 계획적으로 개발되면서 교통문제가 우선적으로 고려되었다. 그리하여 도심과 곧바로 이어지는 한남대교, 잠실대교, 영동대교, 성수대교, 동호대교 등이 잇달아 가설되었고, 강남대로, 영동대로와 올림픽대로, 남부순환로가 직교식으로 연결되어 바둑판 같은 도로망이 형성되었다.

### 철도
KTX, ITX-새마을, 무궁화호, 새마을호, 누리로 등의 일반 열차를 타려면 서울역, 용산역, 청량리역 등으로 가야 한다.
- 한국철도공사
  - ● 수도권 전철 수인·분당선
(성동구) ← 압구정로데오역 - 강남구청역 - 선정릉역 - 선릉역 - 한티역 - 도곡역 - 구룡역 - 개포동역 - 대모산입구역 - 수서역 → (송파구)
- 새서울철도 주식회사, 신분당선 주식회사
  - ● 수도권 전철 신분당선
신사역 - 논현역 - 신논현역 - 강남역 → (서초구)
- 서울교통공사
  - ● 서울 지하철 2호선
(송파구) ← 삼성역(무역센터) - 선릉역 - 역삼역 - 강남역 → (서초구)
  - ● 서울 지하철 3호선
(성동구) ← 압구정역(현대백화점) - 신사역 → (서초구) ← 매봉역 - 도곡역 - 대치역 - 학여울역 - 대청역 - 일원역 - 수서역 → (송파구)
  - ● 서울 지하철 7호선
(광진구) ← 청담역(한국금거래소) - 강남구청역 - 학동역 - 논현역 → (서초구)
  - ● 서울 지하철 9호선
(서초구) ← 신논현역 - 언주역 - 선정릉역 - 삼성중앙역 - 봉은사역 → (송파구)
- SR
  - ● 수도권 광역급행철도 A노선
수서역 →(경기도 성남시)
  - 수서평택고속선 (● 수서고속철도)
  - 수서역 → (경기도 화성시)

### 버스업체
시내버스
| 업체명   | 대표자 | 위 치                 |
| -------- | ------ | --------------------- |
| 도선여객 | 이중원 | 양재대로 486 (개포동) |

공항버스
| 업체명         | 대표자 | 위 치                    |
| -------------- | ------ | ------------------------ |
| 도심공항리무진 | 이종철 | 테헤란로87길 22 (삼성동) |

마을버스
| 업체명     | 대표자        | 위 치                                           |
| ---------- | ------------- | ----------------------------------------------- |
| 개포운수   | 박종학 박용수 | 양재대로 486 (개포동)                           |
| 새롬교통   | 고금열        | 송파구 헌릉로 870, 2층 (장지동, 송파공영차고지) |
| 스마일버스 | 임종현        | 송파구 헌릉로 869 (장지동, 송파공영차고지)      |
| 일원교통   | 최승훈        | 봉은사로111길 7 (삼성동)                        |
| 은곡운수   | 이영제        | 밤고개로36길 26 (세곡동)                        |
| 포이운수   | 임채정        | 개포로31길 6 (개포동)                           |

## 자매 도시
| 지역 & 국가    | 도시           | 도시               |
| -------------- | -------------- | ------------------ |
| 대한민국       | 강원특별자치도 | 동해시             |
| 대한민국       | 강원특별자치도 | 춘천시             |
| 대한민국       | 경기도         | 가평군             |
| 대한민국       | 경기도         | 광주시             |
| 대한민국       | 경기도         | 양평군             |
| 대한민국       | 경기도         | 이천시             |
| 대한민국       | 경기도         | 파주시             |
| 대한민국       | 경상남도       | 진주시             |
| 대한민국       | 경상남도       | 통영시             |
| 대한민국       | 경상북도       | 상주시             |
| 대한민국       | 경상북도       | 영주시             |
| 대한민국       | 경상북도       | 청도군             |
| 대한민국       | 부산광역시     | 연제구             |
| 대한민국       | 부산광역시     | 영도구             |
| 대한민국       | 인천광역시     | 강화군             |
| 대한민국       | 전라남도       | 보성군             |
| 대한민국       | 전라남도       | 신안군             |
| 대한민국       | 전북특별자치도 | 군산시             |
| 대한민국       | 충청남도       | 부여군             |
| 대한민국       | 충청북도       | 괴산군             |
| 대한민국       | 충청북도       | 영동군             |
| 미국           | 캘리포니아주   | 리버사이드         |
| 미국           | 미시간주       | 그랜드래피즈       |
| 벨기에         | 브뤼셀         | 우올뤼우에생피에르 |
| 중화인민공화국 | 랴오닝성       | 다롄시 중산 구     |
| 중화인민공화국 | 베이징시       | 차오양 구          |

일본 도쿄도 시부야구

## 구청
강남구청은 서울특별시 강남구 학동로 426 (삼성동 16-1번지)에 위치해 있다. 1975년에 지어진 과거 조달청 건물을 리모델링하여 현재 구청사로 사용하고 있다.

### 구청장
강남구청장은 강남구청의 행정을 총괄하며 관리책임을 수행한다. 정무직공무원에 해당하며 강남구의 인구가 50만명을 넘음에 따라 2급으로 보해진다. 현재 강남구청장은 제8회 전국동시지방선거에서 선출된 국민의힘 소속의 조성명이다.

## 갤러리

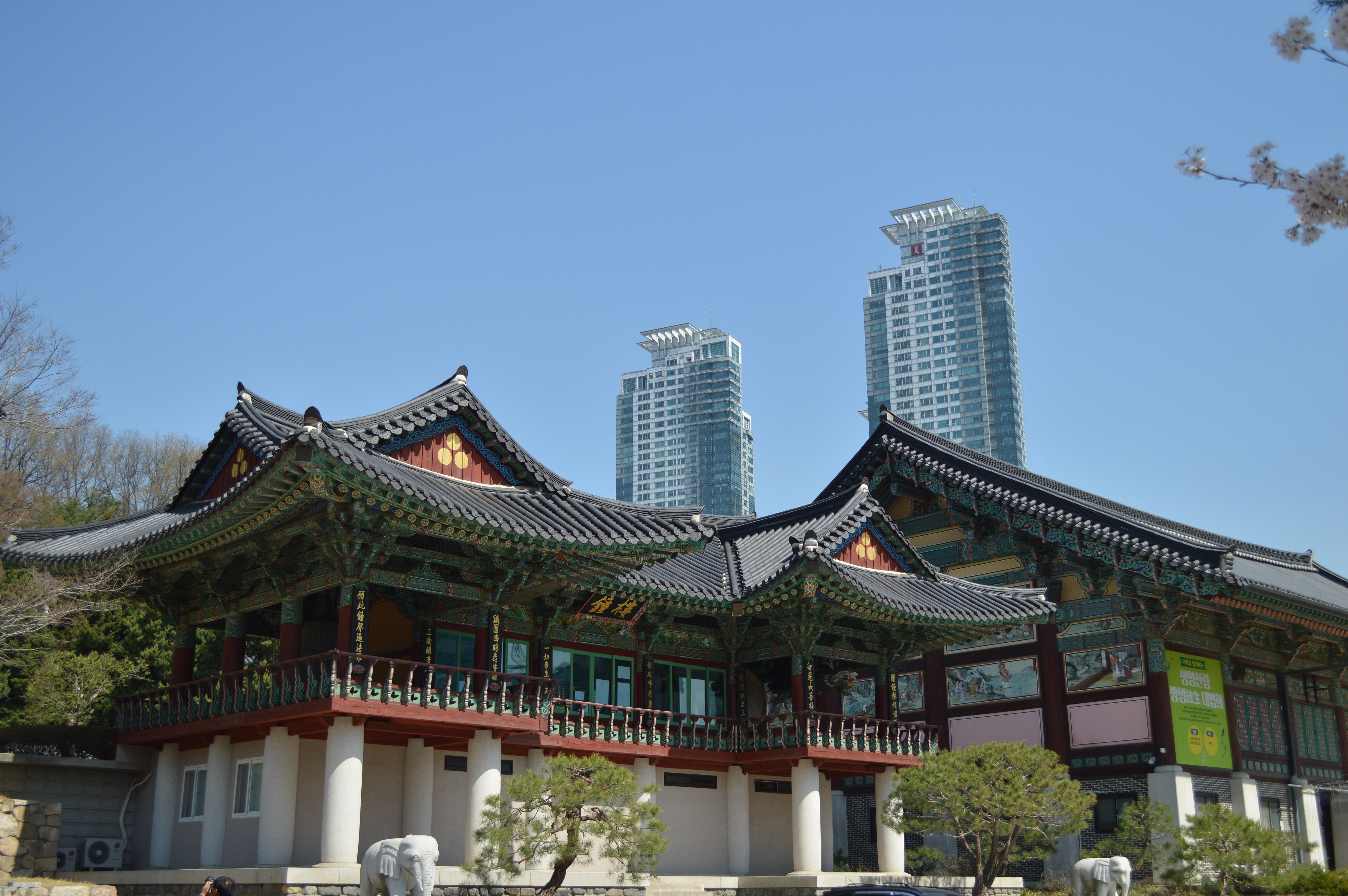
봉은사
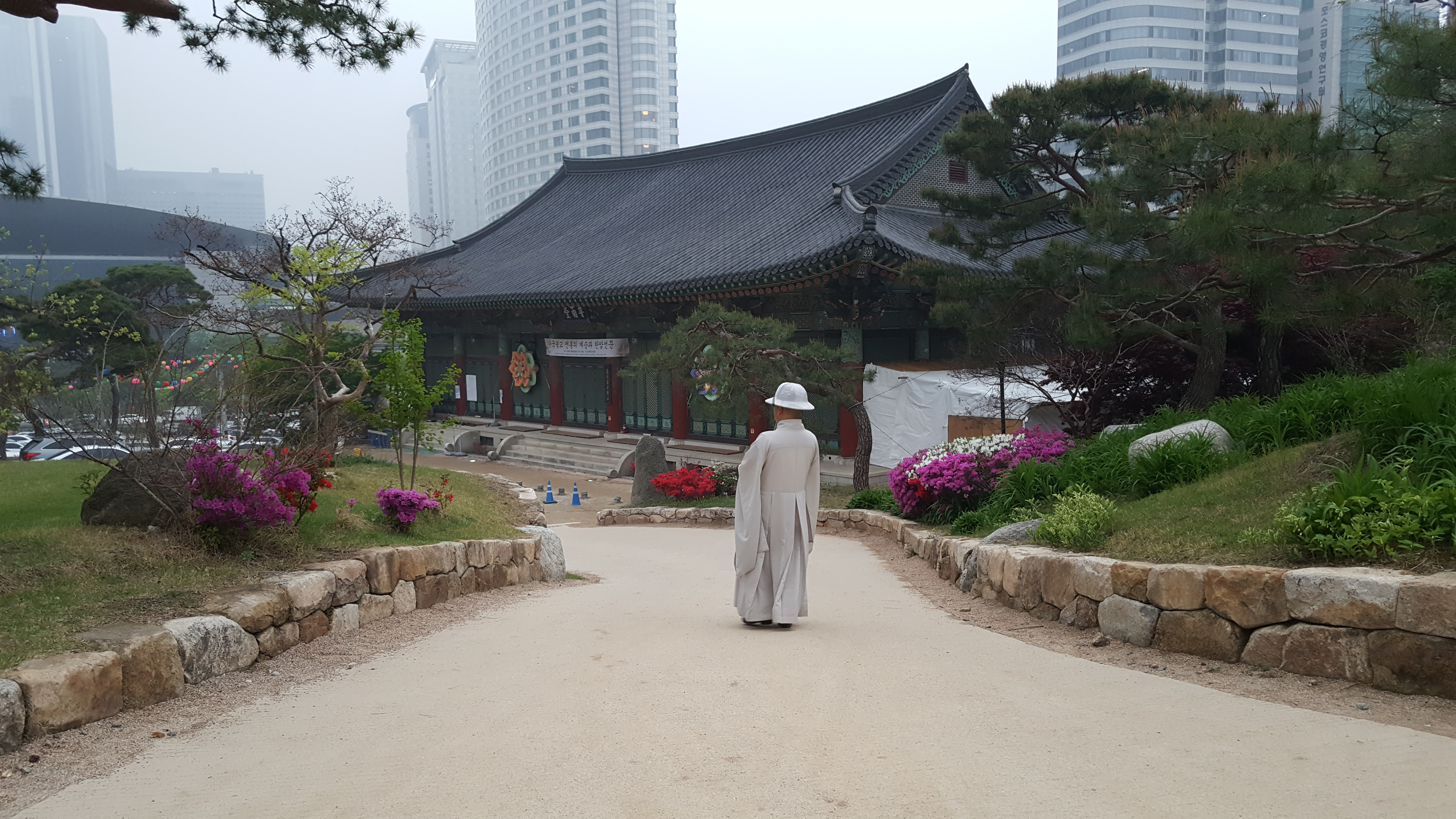
봉은사
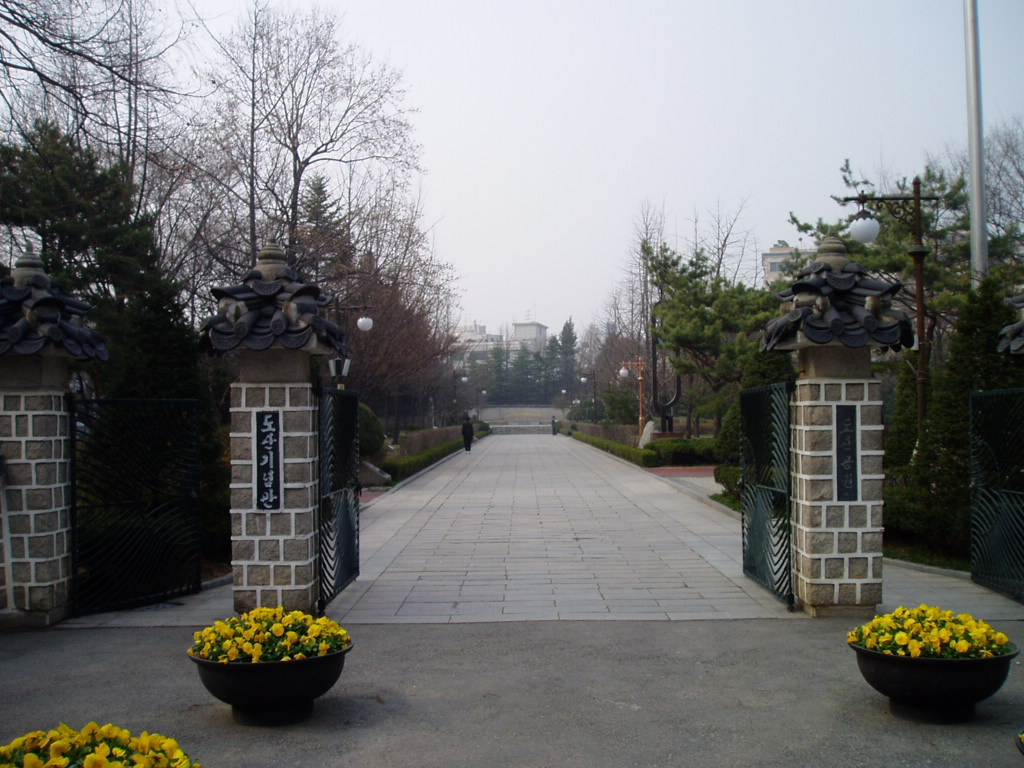
도산공원
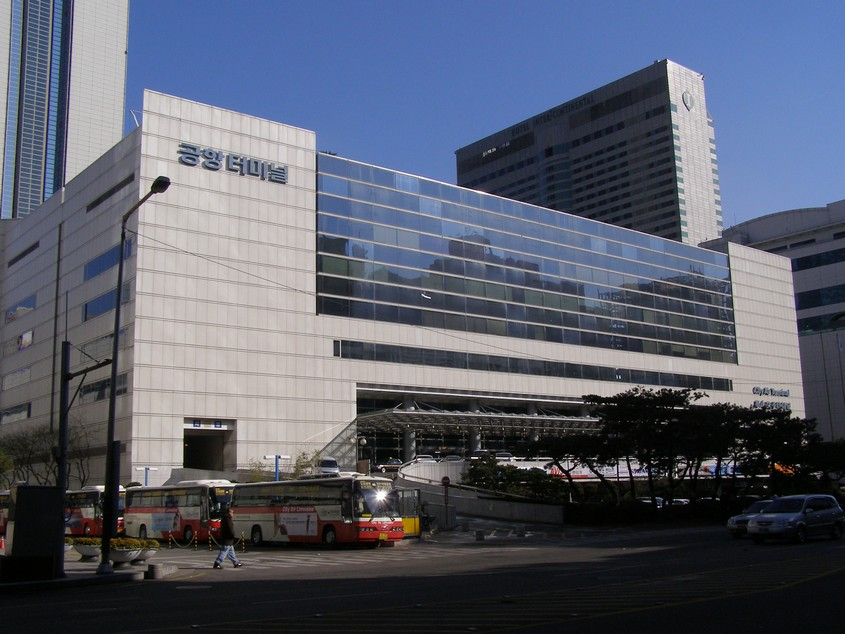
한국도심공항
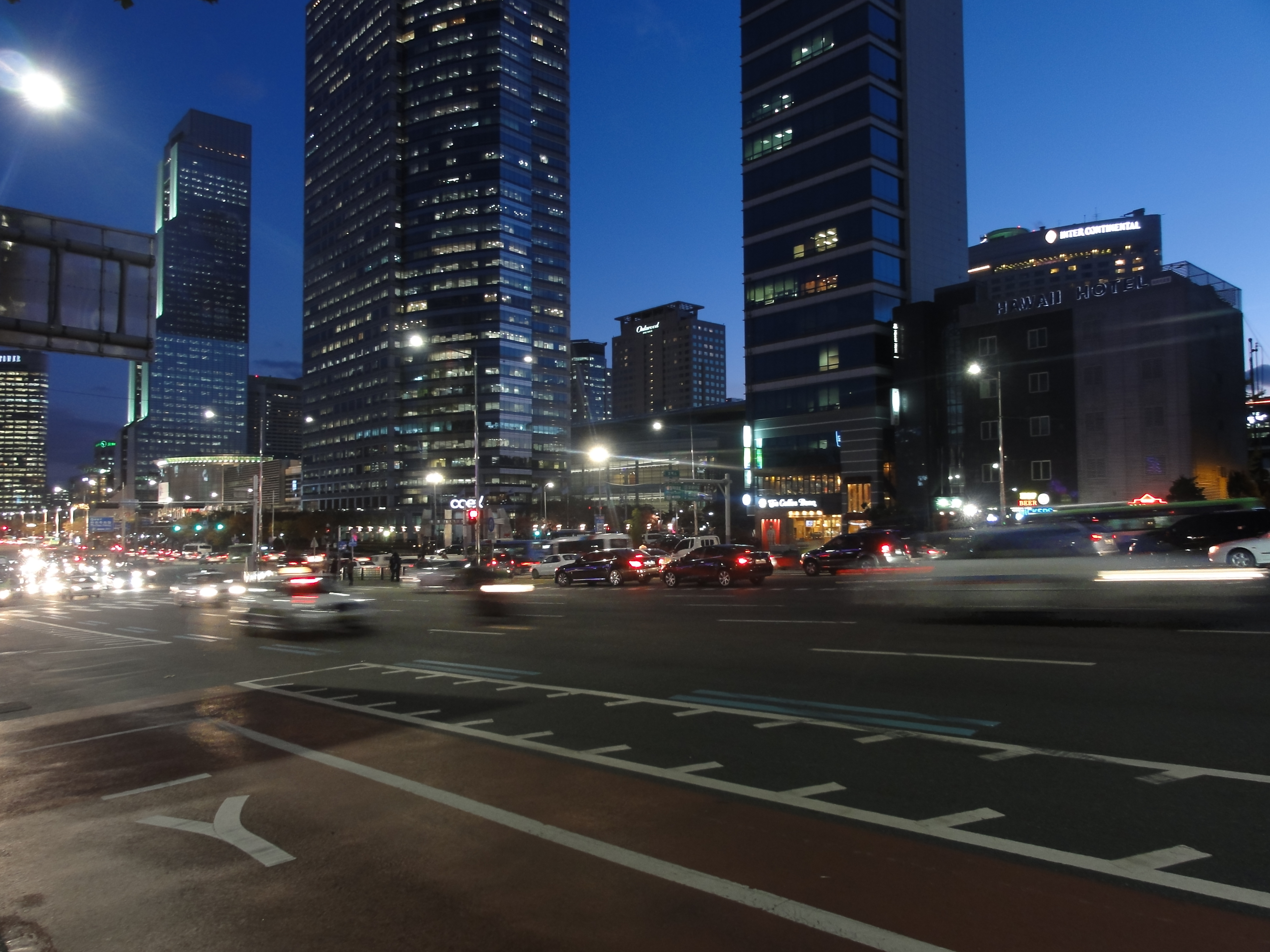
삼성동 영동대로
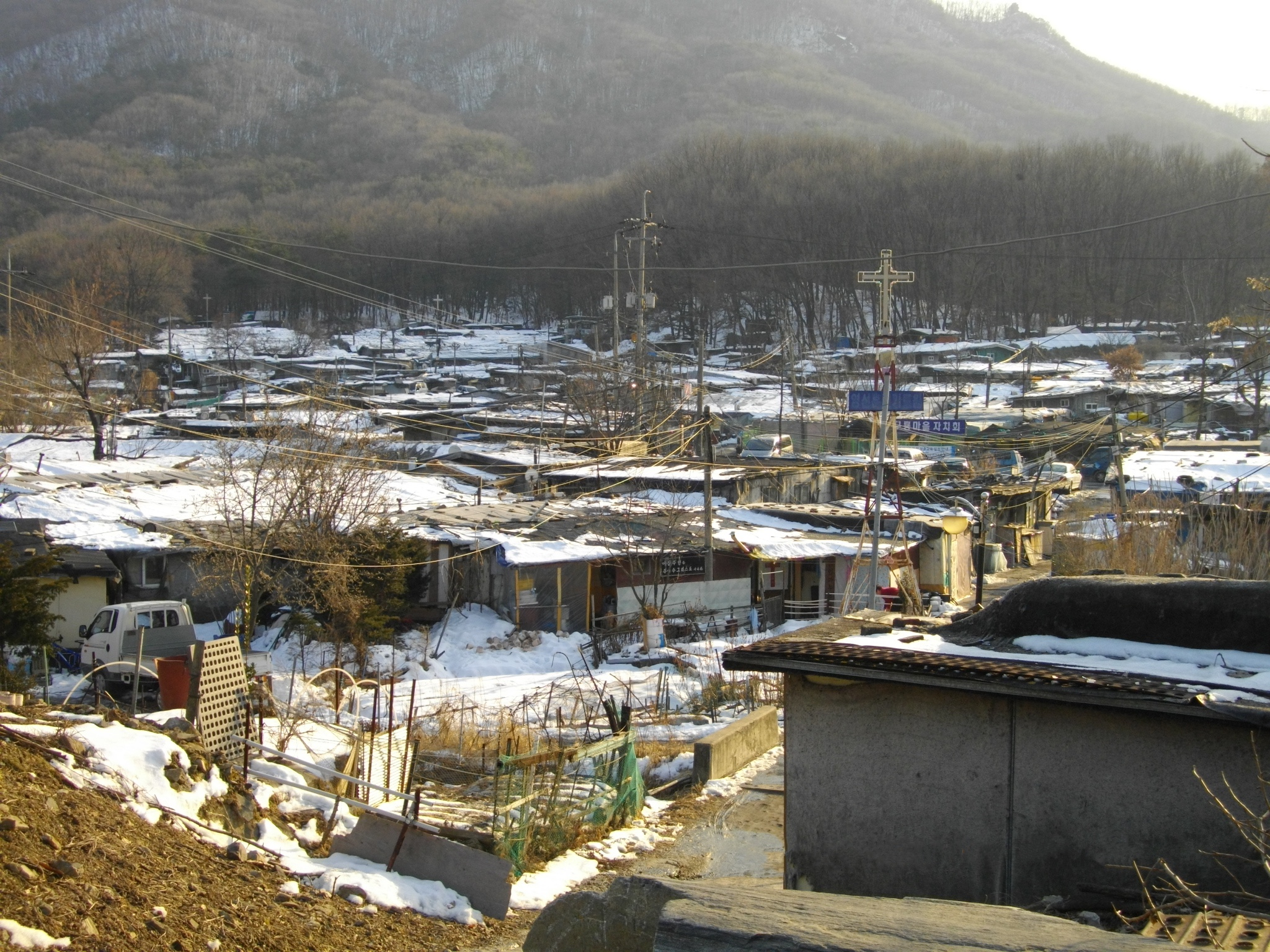
구룡마을
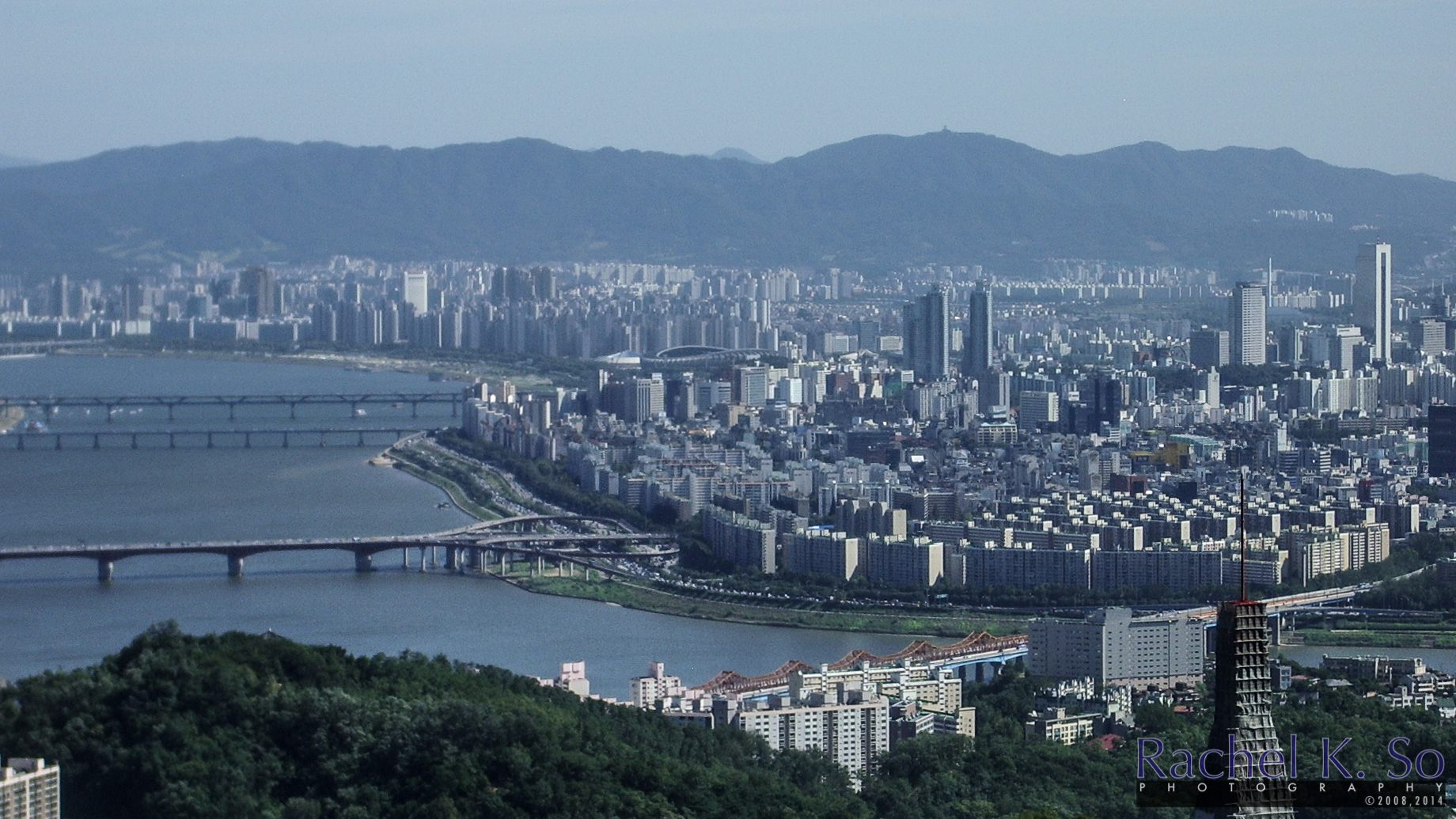
N서울타워에서 바라본 강남구 부근
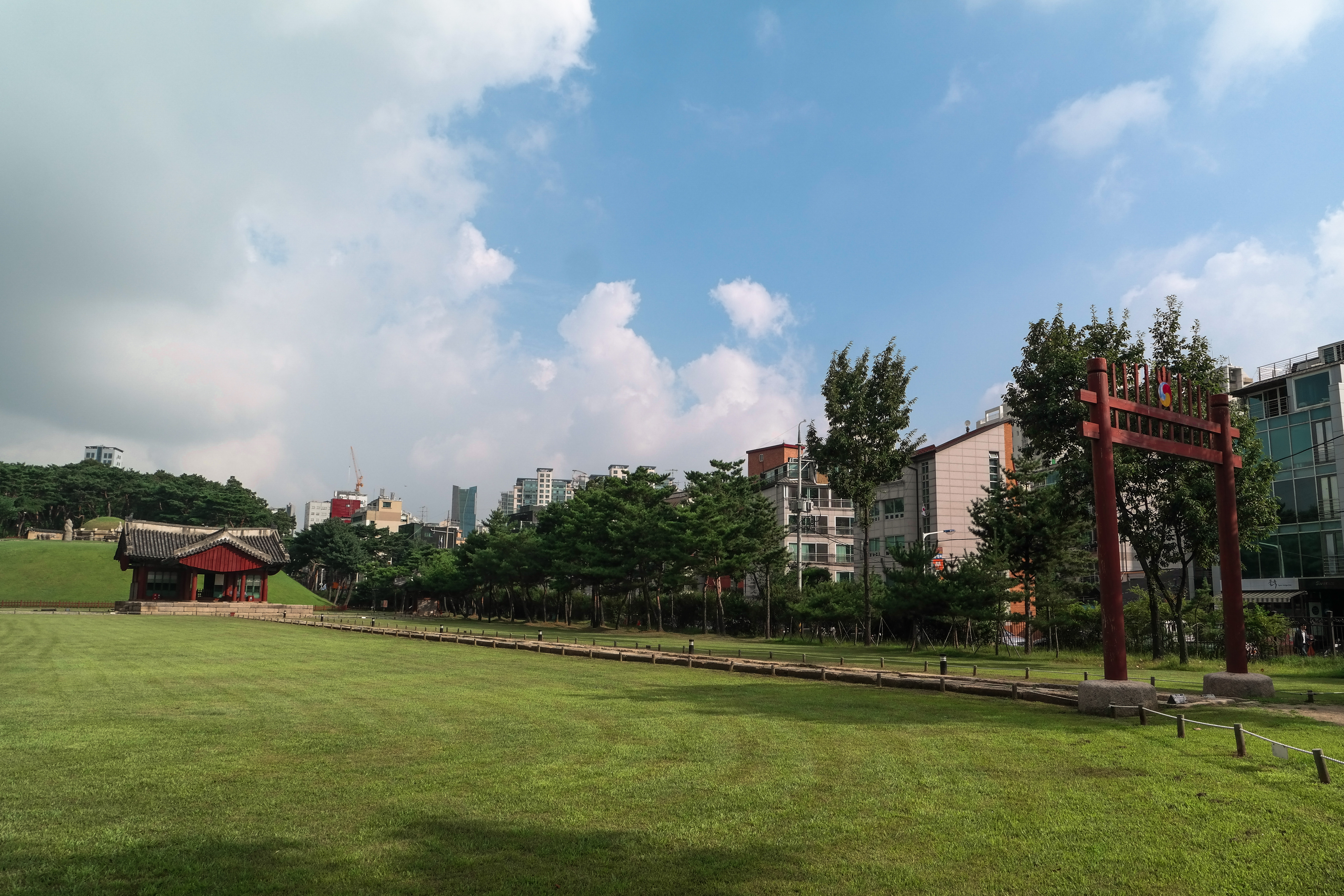
선정릉의 정릉

## 같이 보기
- 서초구 (강남구에서 분리 신설된 동일 강남 8학군 및 4권역 행정구역)